# Playas de Rosarito
Playas de Rosarito és un municipi metropolità de Mèxic conurbat amb la ciutat de Tijuana, en Baixa Califòrnia, que forma part de l'àrea metropolitana San Diego-Tijuana. Rosarito és el cap de municipi i principal centre de població d'aquesta municipalitat. Aquest municipi es troba a la part nord-occidental de Baixa Califòrnia. Limita al nord amb el municipi de Tijuana, al sud amb els municipis d'Ensenada, a l'est amb el municipi de Tijuana i a l'oest amb l'oceà Pacífic. Dista de la capital de l'estat uns cent vint-i-vuit quilòmetres.